# Grupo Boedo
Grupo Boedo war eine Vereinigung von Künstlern, meist Malern und Schriftstellern aus Argentinien und Uruguay. 
Diese Vereinigung entstand in den 1920er Jahren und vereinte die verschiedenen politisch meist links stehenden Künstler. Benannt wurde sie nach dem argentinischen Politiker Mariano Boedo, der wiederum der Namensgeber für den Stadtteil „Boedo“ von Buenos Aires war, wo sich diese Gruppe konstituierte und lebte. 
Antonio Zamora gründete den im Jahre 2010 noch bestehenden Verlag Editorial Claridad SA, welcher anfangs nur für die Veröffentlichungen der eigenen Gruppe gedacht war, später wurden dort auch andere Werke verlegt.

## Mitglieder (Auswahl)
Literaten
| - Enrique Amorim (1900–1960) - Roberto Arlt (1900–1942) - Leónidas Barletta (1902–1975) - Clara Beter (1906–1980) - Elías Castelnuovo (1893–1982) - Cayetano Córdova Iturburu (1899–1977) | - Aristóbulo Echegaray - Enrique González Tuñón (1901–1943) - Raúl González Tuñón (1905–1974) - Roberto Mariani (1893–1946) - Juan Carlos Mauri - Nicolás Olivari (1900–1966) - Alberto Pinetta (1906–1971) | - Gerardo Pisarello (1898–1986) - Gustavo Riccio (1900–1927) - Abel Rodríguez (1893–1961) - Lorenzo Stachina (1900–1961) - César Tiempo (1906–1980) - Álvaro Yunque (1889–1982) |

Maler
| - José Arato (1893–1929) - Adolfo Belloq (1899–1972) | - Guillermo Hebécquer (1889–1935) | - Abraham Vigo (1893–1957) |

Musiker
| - Cátulo Castilo (1906–1975) - Juan Francisco Giacobbe (1907–1990) - José Gonález Castillo (1885–1937) | - Pedro Laurenz (1902–1972) - Homero Manzi (1907–1951) | - Pedro Maffia (1899–1967) - Sebastián Piana (1903–1994) |